# Una Chi
Una Chi, pseudonimo di Bruna Bianchi (Milano, 5 giugno 1942 – Cisternino, 19 gennaio 2021), è stata una traduttrice, germanista e scrittrice italiana.

## Biografia
Nacque a Milano da Ettore Bianchi, droghiere, e Maria Robecchi, professoressa di lettere classiche al Liceo - Ginnasio Alessandro Manzoni nonché sorella di Brunella Gasperini. Con la madre e la zia trascorreva dei periodi a Valsolda, nel borgo di San Mamete, terra di origine familiare, in una casa con darsena sul lago di Lugano. Studiò Lingue e letterature straniere all'Università Statale di Milano, focalizzandosi sulla Lingua tedesca, e nella giovinezza fece da segretaria alla famosa zia, smistando le numerose lettere che le pervenivano.
Fu a lungo germanista presso la stessa Università Statale, e affermata traduttrice di lingua tedesca. Ha tradotto diversi capolavori della letteratura tedesca contemporanea in italiano, tra cui Il tamburo di latta (Feltrinelli, da lei ritradrotto nel 2009, in occasione del cinquantenario della prima pubblicazione) e Dal diario di una lumaca, di Günter Grass (Einaudi, 1974), Strada sdrucciolevole, di Max von der Grün (Einaudi, 1977), Barbablù, di Max Frisch (Einaudi, 1984), Infelicità senza desideri, di Peter Handke (Garzanti, 1977) e L'unicorno, di Martin Walser (Feltrinelli, 1969).
Agli inizi degli anni novanta si pose all'attenzione sia della critica che del pubblico con la pubblicazione di romanzi a sfondo erotico firmati Una Chi, decisione spiegata "perché non mi piace il mio nome", che infatti non venne rivelato.
Pubblicò il primo romanzo nel giugno 1994, per la casa editrice ES, E duro campo di battaglia il letto, che si distinse nel panorama della letteratura erotica italiana soprattutto per la prosa dotta ma freddamente analitica e per la crudezza del racconto, vendendo migliaia di copie e suscitando curiosità su chi fosse realmente l'autrice. La sua identità venne svelata a settembre, da una donna che l'aveva appresa tramite amici comuni e che l'aveva comunicata con una telefonata al Corriere della Sera. Raggiunta telefonicamente, Bruna Bianchi inizialmente negò.
Sulla scia del successo seguirono altri tre romanzi: Il sesso degli angeli (1995), Ti vedo meglio al buio (1997) e L'ultimo desiderio (2000).
Trasferitasi in Puglia, a Cisternino, dove possedeva vari cani e due cavalli, è scomparsa nel 2021 in seguito a un ictus. Seguendo la sua volontà, le ceneri sono state sparse nel mare a Ostuni, al largo di Costa Merlata.

## Opere
- Bianchi Bruna, Annette Droste-Hülshoff: Il testo poetico, Campanotto Germanistica, 1990.
- Chi Una, E duro campo di battaglia il letto, collana: Ars amandi, ES, 1994, ISBN 88-86534-56-6.
- Chi Una, Il sesso degli angeli, collana: Biblioteca dell'eros, ES, 1995, ISBN 88-86534-09-4.
- Chi Una, Ti vedo meglio al buio, collana: Biblioteca dell'eros, ES, 1998, ISBN 88-86534-53-1.
- Chi Una, L'ultimo desiderio, collana: Biblioteca dell'eros, ES, 2000, ISBN 88-87939-00-4.